# Vausseroux
Vausseroux ist eine französische Gemeinde im Département Deux-Sèvres in der Region Nouvelle-Aquitaine (vor 2016: Poitou-Charentes). Sie hat 330 Einwohner (Stand: 1. Januar 2022) und gehört zum Arrondissement Parthenay sowie zum Kanton La Gâtine.

## Geographie
Vausseroux liegt etwa 13 Kilometer südöstlich von Parthenay und etwa 35 Kilometer nordöstlich von Niort in der Landschaft Gâtine. Umgeben wird Vausseroux von den Nachbargemeinden Saint-Martin-du-Fouilloux im Norden, Vasles im Osten, Les Châteliers im Süden, Reffannes im Südwesten sowie Beaulieu-sous-Parthenay im Westen.

## Bevölkerungsentwicklung
| Jahr      | 1954 | 1962 | 1968 | 1975 | 1982 | 1990 | 1999 | 2006 | 2019 |
| Einwohner | 344  | 482  | 464  | 395  | 358  | 326  | 299  | 335  | 324  |

## Sehenswürdigkeiten
- Kirche Sainte-Radegonde aus dem Jahre 1847
- Schloss La Guillotière, ursprünglich aus dem 13. Jahrhundert, heutiger Bau aus dem 15./16. Jahrhundert
- Schloss Le Plessis-Cherchemont

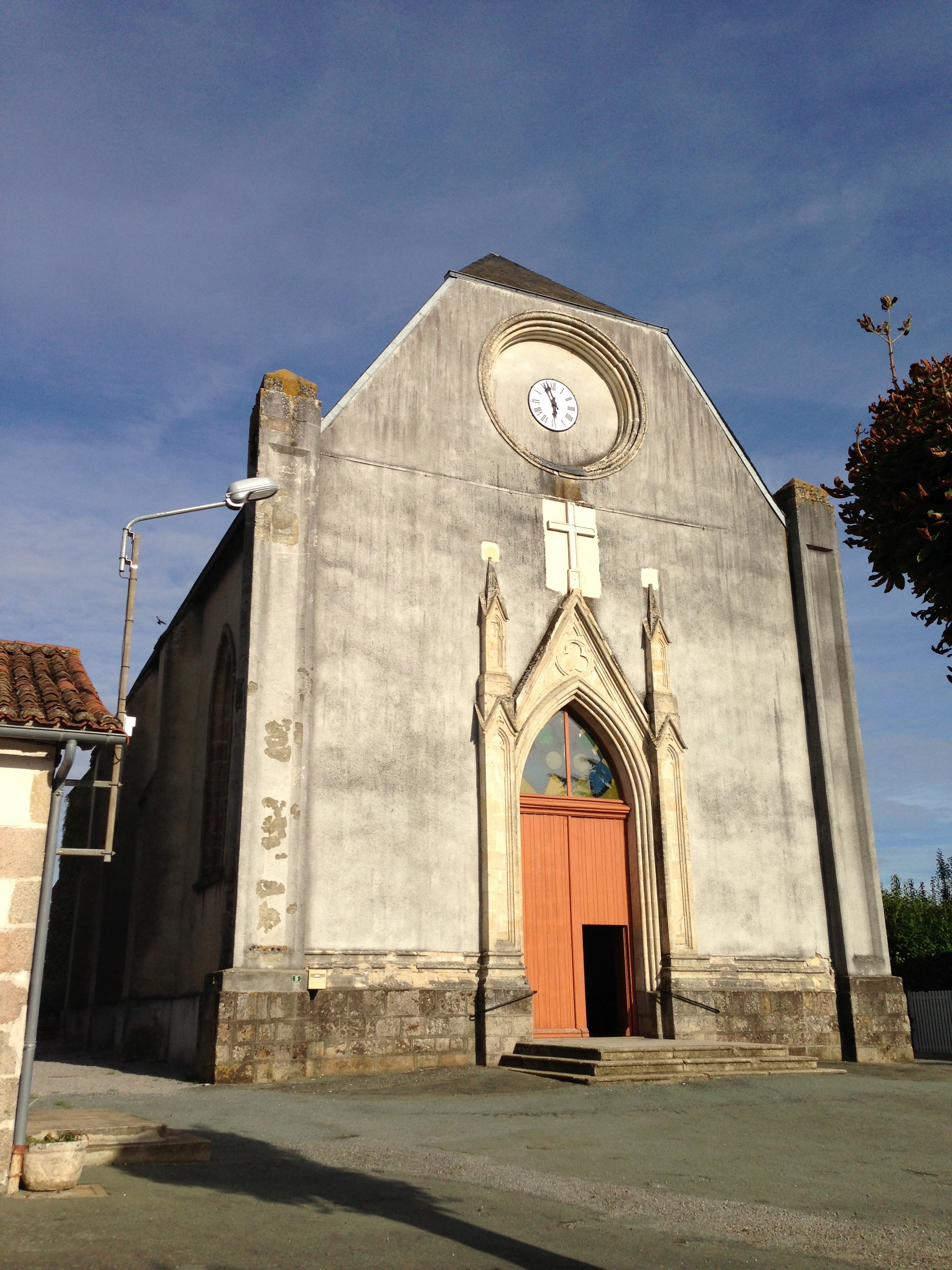
Kirche Sainte-Radegonde
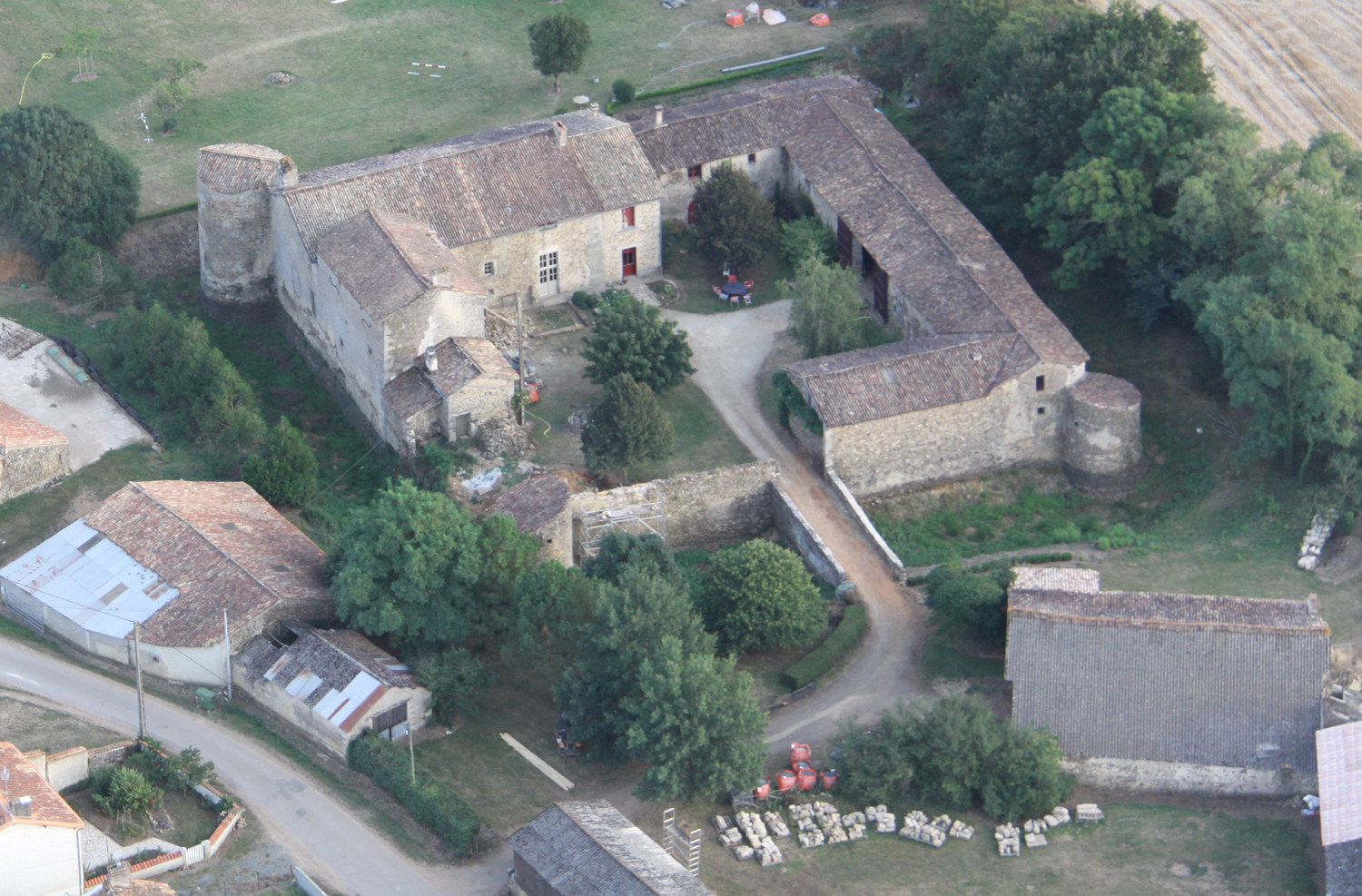
Schloss La Guillotière